# Diocleinae
Diocleinae je podtribus mahunarki, dio tribusa Abreae, potporodica Papilionoideae. Postoji 14 rodova a tipični je Dioclea iz tropske Amerike.

## Opis
Diocleinae je jedan od osam potplemena koji se trenutno pripisuju Phaseoleae (Polhill, Raven & Stirton, 1981), koji je, ekonomski, najvažniji tribus potporodice Papilionoideae (Fabaceae). Opisivanje Diocleinae bilo je predmetom nekoliko studija, posebno u pogledu taksonomskog položaja Calopogonium Desv. i Pachyrhizus Rich. ex DC. Ova su dva roda pripisana Diocleinae, zajedno s još 11 drugih rodova, iako su postavljene sumnje o njihovom položaju (Lackey, 1981).
Nedavno je obavljen niz filogenetskih analiza koje uključuju različita podplemena Phaseoleae. Svi se slažu da su Calopogonium i Pachyrhizus nastali izvan Diocleinae, jer su bili blizu srodne Glycininae, drugom podplemenu Phaseoleae (Doyle i Doyle, 1993; Bruneau, Doyle i Doyle, 1995; Doyle i sur., 2000; Lee i Hymowitz, 2001; Varela i sur., 2004). Ove studije su se temeljile uglavnom na molekularnim podacima. Smještanje Calopogoniuma i Pachyrhizusa u Glycininae također je podržano morfološkim značajkama, budući da se ovo podpleme često brka s Diocleinae zbog nedostatka jedinstvenih znakova (Lackey, 1981; Lee & Hymowitz, 2001).
Brojevi kromosoma važan su izvor taksonomskih dokaza i, posebno kod Fabaceae, te su se informacije pokazale vrijednima u razumijevanju evolucije vrste (Goldblatt, 1981.). Nekoliko je brojanja napravljeno u 13 rodova koji su prvi put pripisani Diocleinae, ali broj kromosoma u mnogim vrstama još uvijek ostaje nepoznat. Podpleme ima uglavnom 2n = 22 (x = 11), ali Galactia P. Browne i Collaea DC. dosljedno imaju broj od 2n = 20 (x = 10) (Lackey, 1980, Sede et al., 2003, Sede, Fortunato & Poggio, 2006), što ih čini citološki različitima od ostatka podplemena.
Do danas, brojčani podaci za Calopogonium nisu dosljedni. Neki su autori izvijestili o baznom broju od x = 18 (Lackey, 1980), dok su drugi izvijestili o x = 12 (Gill & Husaini, 1986). Važna točka je da gotovo sve Glycininae imaju somatske brojeve s baznim brojevima x = 11 ili 10 (Lackey, 1980).
Kako bi poboljšali citološko znanje o nekim vrstama Diocleinae i provjerili taksonomski položaj Calopogoniuma, predstavljeni su novi kromosomski zapisi jedne vrste potonjeg roda [Calopogonium sericeum (Benth.) Chodat & Hassl.], dvije vrste Galactia G. lindenii Burkart i G. decumbens (Benth.) Chodat & Hassl. i jedan od Collaea (C. cipoensis Fortunato).
Osim toga, kako bi se dobilo više dokaza o filogenetskim odnosima u podplemenima Diocleinae i Glycininae i kako bi se analizirala evolucija broja kromosoma, konstruirana je molekularna filogenija korištenjem nuklearnih ribosomskih sekvenci DNA (interna transkribirana razmaknička regija, ITS) i broja kromosoma je optimiziran na ovoj topologiji.

## Rodovi
1. Canavalia DC. (62 spp.)
2. Camptosema Hook. & Arn. (13 spp.)
3. Galactia P. Browne (119 spp.)
4. Lackeya Fortunato, L. P. Queiroz & G. P. Lewis (1 sp.)
5. Collaea DC. (6 spp.)
6. Cratylia Mart. ex Benth. (5 spp.)
7. Cymbosema Benth. (1 sp.)
8. Cleobulia Mart. ex Benth. (4 spp.)
9. Dioclea Kunth (14 spp.)
10. Macropsychanthus Harms (49 spp.)